# 진주비빔밥
진주비빔밥(晉州－)은 경상남도 진주의 향토 음식이다. 머리를 딴 숙주나물, 시금치 속잎, 어린 고사리, 가늘게 찢은 도라지 등 여린 채소를 거섶으로 쓰고, 선짓국을 곁들여 먹는다.

## 같이 보기
- 경상도의 음식 목록
- 전주비빔밥